# Shelley Moore Capito
Shelley Wellons Moore Capito, née le 26 novembre 1953 à Glen Dale (Virginie-Occidentale), est une femme politique américaine. Membre du Parti républicain, elle est élue de la Virginie-Occidentale à la Chambre des représentants des États-Unis de 2001 à 2015 et au Sénat des États-Unis depuis 2015.

## Biographie

### Famille
Shelley Moore Capito est la fille de l'ancien gouverneur de Virginie-Occidentale Arch A. Moore, Jr. (en).

### Carrière politique
Moore Capito est élue à la Chambre des délégués de Virginie-Occidentale de 1997 à 2001 pour le 30e district. En 2000, elle est élue à la Chambre des représentants des États-Unis.
Elle est candidate à l'élection sénatoriale de 2014 face au sénateur démocrate sortant, Jay Rockefeller. Peu après sa déclaration de candidature, Rockefeller annonce qu'il ne briguera pas un nouveau mandat. Bien que critiquée par la droite du Parti républicain, elle remporte les primaires républicaines avec 87 % des voix.
En novembre 2014, elle est élue avec 62 % des voix face à la démocrate Natalie Tennant. Elle devient ainsi la première femme élue pour la Virginie-Occidentale au Sénat des États-Unis et la première personnalité républicaine élue à ce poste depuis plus de cinquante ans. Elle entre en fonction le 3 janvier 2015. À nouveau candidate au Sénat lors des élections sénatoriales de 2020, elle remporte un second mandat avec 70% des voix contre la démocrate Paula Jean Swearengin.

## Positions politiques
Moore Capito est considérée comme une républicaine modérée,. Elle supporte en partie le droit à l'avortement et a voté en faveur du sauvetage des banques et des industries automobiles en 2008-2009.